# Jacob Rudberg
Jacob Rudberg (tidigare Petersson och Cederhof), född i april 1692 i Norrköping, död 21 juni 1730 i Rystads socken, var en svensk präst.

## Biografi
Jacob Rudberg föddes 1692 i Norrköping. Han blev 1709 student vid Uppsala universitet och prästvigdes 27 juli 1717. Rudberg blev 1719 skvadronspredikant vid Östgöta kavalleriregemente och 1727 blev han kyrkoherde i Rystads församling. Han avled 1730 i Rystads socken.

### Familj
Rudberg gifte sig 17 september 1721 med Brita Catharina Älf (1702–1770), som var dotter till kyrkoherden Samuel Älf. De fick tillsammans barnen Samuel (1722–1797), Jacob (1725–1778), Anna Brita (född 1728) och Rebecka (född 1730). Efter Rudbergs död gifte Brita Catharina Älf om sig med kyrkoherden Magnus Montin Svensson i Kristbergs socken.